# Ryszard Sługocki
Ryszard Sługocki (ur. 17 czerwca 1928 w Warszawie) – polski dziennikarz, podróżnik, dyplomata, wykładowca akademicki, współzałożyciel Wyższej Szkoły Komunikowania i Mediów Społecznych im. Jerzego Giedroycia w Warszawie, pisarz, członek Stowarzyszenia Pisarzy Polskich.

## Życiorys
Jego matką była Helena Hodder, primadonna Opery Warszawskiej, Katowickiej i Poznańskiej w latach 1924–1930, ojcem – Marian Sługocki, profesor, artysta rzeźbiarz, uczestnik wojny polsko-bolszewickiej w 1920, odznaczony Krzyżem Virtuti Militari. Herb rodzinny Ślepowron o udokumentowanej genealogii, sięgającej początku XVII wieku. Ukończył Liceum Ogólnokształcące im. Bolesława Krzywoustego w Słupsku. Absolwent Szkoły Głównej Służby Zagranicznej w Warszawie. Dyplom uzyskał na Wydziale Handlu Zagranicznego w Szkole Głównej Planowania i Statystyki w Warszawie. Studia w zakresie kultury i języka francuskiego odbył na Uniwersytecie Poitiers we Francji. Stopień naukowy doktora (nauki polityczne), uzyskał w Trinity College and University Dover, Delaware (USA).

## Działalność zawodowa i publiczna
W okresie II wojny światowej był robotnikiem w szybie naftowym na Podkarpaciu, partyzantem, członkiem Armii Krajowej. Po wojnie instruktorem pilotażu szybowcowego w Aeroklubie Gdańskim. Potem kolejno: reporterem Kuriera Szczecińskiego, kierownikiem działu krajowego Agencji Publicystyczno-Informacyjnej (API) w Warszawie, publicystą, korespondentem zagranicznym "Expressu Wieczornego", radcą prasowym Delegacji Polskiej w Międzynarodowej Komisji Nadzoru i Kontroli w Wietnamie, p.o. naczelnika Wydziału Afrykańskiego Ministerstwa Spraw Zagranicznych, I sekretarzem ds. prasy Ambasady w Algierii, ambasadorem w Damaszku (Syria). Pełnił funkcję redaktora wydawnictw naukowych w Polskim Instytucie Spraw Międzynarodowych a także był zastępcą redaktora naczelnego Audycji Polskiego Radia dla Zagranicy. Był pracownikiem przedsiębiorstwa „Dromex” w Libii oraz rzecznikiem prasowym i dyrektorem ds. public relations kilku firm prywatnych. Był współzałożycielem Wyższej Szkoły Komunikowania i Mediów Społecznych im. Jerzego Giedroycia w Warszawie. Zajmował stanowisko profesora tej uczelni oraz prorektora ds. organizacyjnych i współpracy z zagranicą.
13 września 2019 r. na budynku "Sanato" w Iwoniczu-Zdroju została odsłonięta tablica pamiątkowa poświęcona kpt. Eugeniuszowi Werensowi ps. "Pik", żołnierzowi wyklętemu, który po wojnie nie złożył broni, za co w kwietniu 1947 r. został rozstrzelany przez UB na dziedzińcu wrocławskiego więzienia. Kpt. "Pik" był w roku 1944 dowódcą oddziału partyzanckiego AK, działającego w Iwoniczu-Zdroju i okolicach, a po brawurowym ataku na duży garnizon niemiecki w ramach akcji "Burza" 26.07.1944 - był współtwórcą i obrońcą Rzeczypospolitej Iwonickiej, jedynego skrawka wolnej Polski w okupowanym kraju aż do nadejścia Rosjan.  Ryszard Sługocki postanowił uhonorować swego dowódcę, pod którego komendą walczył jako szesnastoletni chłopak. Jest on wyłącznym fundatorem i tablicy, i płaskorzeźby portretowej kpt. "Pika".

## Odznaczenia
- Krzyż Oficerski Orderu Odrodzenia Polski (2004)[1]
- Krzyż Kawalerski Orderu Odrodzenia Polski
- Złoty Krzyż Zasługi
- Krzyż Armii Krajowej
- Krzyż Partyzancki
- Odznaka pamiątkowa Akcji „Burza”
- Odznaka „Weteran Walk o Wolność i Niepodległość Ojczyzny”
- Medal Komisji Edukacji Narodowej
- Order Zasługi I Klasy Arabskiej Republiki Syryjskiej

## Publikacje

### Książki
- W pogoni za Imogeną (Wydawnictwo Nowy Świat 2007) – Wietnam w okresie wojny indochińskiej
- Na przekór i na bakier (Oficyna Wydawnicza  Branta 2008) – wspomnienia z okresu przedwojennego,  II wojny światowej i pierwszych lat powojennych
- Żelazna obroża (Wydawnictwo Nowy Świat 2011) – opis trzyletniego pobytu w Libii w okresie  dyktatury pułkownika Kadafiego
- Od Wisły do rzeki Perłowej (Wydawnictwo Zysk i S-ka 2012) – reportaż z podróży samochodem Warszawa z Polski do Chin w 1957
- Tropem Alta (Wydawnictwo Mons Admirabilis 2016, II wydanie Bellona 2016)– powieść sensacyjno-szpiegowska
- Chłopak z Iwonicza (Wydawnictwo Mons Admirabilis 2019)
- W obcej skórze t. I Kret znieprawiany, t. II Janczar komuny  (wspomnienia z lat 1947- 1957) Wydawnictwo Mons Admirabilis 2023

### Inne publikacje
Reportaże i artykuły prasowe, korespondencje zagraniczne, opracowania politologiczne m.in. w kwartalniku Polskiego Instytutu Spraw Międzynarodowych, Sprawy Międzynarodowe.
Przypisy
https://www.radio.rzeszow.pl/component/k2/tag/Iwonicz%20Zdr%C3%B3j?fontstyle=f-larger&start=6